# Bleu de cobalt
Le bleu de cobalt est un groupe de pigments minéraux synthétiques bleus constitués d'aluminate de cobalt. 
Le premier bleu de cobalt a été fabriqué en 1802 par le chimiste français Louis Jacques Thénard. Les bleus de cobalt correspondent dans le Colour Index aux références de pigments bleus PB 28, PB 36 et accessoirement aux PB 72, 346, 347, 361. Plusieurs autres pigments bleus, connus sous leurs noms particuliers, contiennent du cobalt, notamment le très ancien smalt dit aussi bleu d'azur (verre de silicate de cobalt et de potassium, PB 32) et le cæruleum (stannate de cobalt PB 35).
La teinte du pigment dépend des conditions de sa préparation. Il est normalement d'un bleu tirant sur le violet, mais l'ajout d'oxyde de zinc au moment de la cristallisation permet d'obtenir des tonalités plus vertes.
L'expression bleu cobalt s'emploie comme nom de couleur, sans lien nécessaire avec le pigment bleu de cobalt.
L'aluminate de cobalt a un usage en métallurgie des superalliages.

## Histoire
Des pigments contenant du cobalt ont été utilisés dès l'Antiquité comme émail sur la porcelaine en Chine et le verre en Égypte, en Perse, en Grèce et à Rome. En Europe, ces pigments ont d'abord été utilisés pour la fabrication de verre coloré et d'émaux, d'où le nom tiré de l'italien « smalto », smalt.
La première synthèse d'un bleu de cobalt est attribuée à Josef Leithner (de), qui proposa à la Manufacture de porcelaine de Vienne un aluminosulfate de cobalt. Mais aucune production industrielle ne s'ensuivit. Peu avant 1777, Gahn, à Falun, observa sans connaître les travaux de Leithner que les sels d'aluminium mêlés à une solution de cobalt devenaient bleus quand ils étaient fortement calcinés. À la même époque et indépendamment, Wenzel découvrit la même réaction à Freiberg, à la fabrique de porcelaine de Saxe, où selon certains on utilisait un procédé similaire considéré comme un secret de fabrication.
À la fin du XVIIIe siècle, il n'existait pour la peinture aucun bleu qui soit comparable à l'outremer naturel obtenu à partir du lapis-lazuli, extrêmement coûteux. Au début du Premier Empire, le ministre de l'Intérieur Chaptal, lui-même chimiste, confia à son confrère Louis Jacques Thénard la mission de lui trouver un remplacement synthétique. Thénard, spécialiste de l'analyse chimique, savait que les pigments bleus de la manufacture de céramique de Sèvres contenaient du cobalt, comme le smalt, un verre bleu utilisé réduit en poudre comme pigment, où le chimiste suédois George Brandt l'avait identifié. En 1802, Thénard chauffa des sels de cobalt mélangés à de l'alumine et obtint un pigment bleu plus vif qui fut presque immédiatement produit commercialement.
Trente ans plus tard, Jean-Baptiste Guimet synthétisa l'outremer ; le bleu Guimet étant notablement moins cher que le bleu de cobalt, celui-ci ne servit plus que pour des applications particulières, comme les couleurs pour artiste où il fut concurrencé, à partir du milieu du XIXe siècle, par un autre bleu contenant aussi du cobalt, le cæruleum, qui a l'avantage d'être un bleu lumière, c'est-à-dire qu'il reste bleu et ne perd pas trop son éclat à la lumière artificielle, qu'elle soit électrique, à gaz ou à la bougie, alors que la peinture de bleu de cobalt « paraît violette vue à la lumière d'une bougie ».
Des procédés développés plus tard permettent d'obtenir le bleu de cobalt à partir du minerai.

## Caractéristiques
Les bleus de cobalt sont produits dans des teintes allant du bleu-violet vif au bleu-vert vif. Ils ont l'inconvénient de perdre leur éclat de la lumière du jour quand on les éclaire à la lumière incandescente(PRV). 
Leur opacité et leur pouvoir colorant sont faibles, ils ne sont pas toxiques, ils sont chers et s'emploient aussi bien en peinture à l'huile et à l'eau.
Ils résistent très bien à la chaleur et à la lumière, aux acides et aux alcalis. Ils sont insolubles dans tous les solvants et ne migrent pas. Dans certaines documentations, ils sont dits indestructibles ; toutefois, ils n'absorbent pas suffisamment les ultraviolets pour protéger leur liant contre ce rayonnement(PRV).

### Nuances
Au XIXe siècle, Michel-Eugène Chevreul a entrepris de situer les couleurs les unes par rapport aux autres et par rapport aux raies de Fraunhofer. Parmi les « noms vulgaires des matières colorées employées en peinture rapportées aux types des cercles chromatiques », le bleu de cobalt du marchand de couleurs Bourgeois est coté 3 bleu 11 tonou 10 ton, comme l'outremer de lapis-lazuli (10 ton), à peine moins violacé et plus clair que l'outremer synthétique (4 bleu 10 ton). Plus loin, Chevreul donne 4 bleu 9 ton.
Les marchands de couleurs proposent bleu de cobalt PB28 , mélangé avec du blanc de titane sous le nom de bleu rex PB28-PW4 , bleu de cobalt turquoise PB36 ,  bleu de cobalt clair ; bleu de cobalt véritable PB72 ; bleu de cobalt PB28.

### Composition

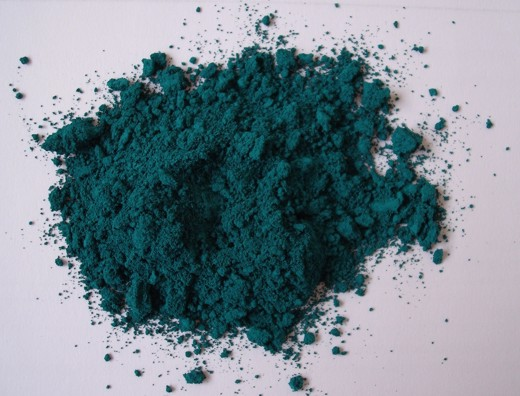
Turquoise de cobalt PB36.

Le bleu de cobalt PB 28 est un aluminate de cobalt. Cette structure spinelle a pour formule limite CoO·Al2O3, simplifiée en CoAl2O4. L'oxyde de cobalt CoO est toujours en déficit pour assurer le rôle de groupe chromogène.
D'autres versions du bleu de cobalt sont : 
- PB 36 : turquoise de cobalt ;
- PB72 et PB74 : bleus de cobalt foncé.

### Usage
En raison de leur prix, les bleus de cobalt s'utilisent principalement dans les emplois où leurs qualités spécifiques sont nécessaires.
Ils servent dans les peintures fines pour artistes, tant à l'huile que pour l'aquarelle, et des applications industrielles où leur solidité les rend nécessaires, ainsi que dans des peintures militaires de camouflage, pour des raisons liées au métamérisme (PRV).
Blockx classe en 1881 le bleu de cobalt ou bleu Thénard, mis à l'essai par Dyckmans en 1847, parmi les « couleurs fixes qui peuvent être employées en toute sécurité », précisant « il en existe plusieurs nuances dans le commerce ; les plus foncées sont les plus stables ».
Vincent van Gogh a écrit à son frère Theo : « Le bleu de cobalt est une couleur divine et il n'y a rien de plus beau pour installer une atmosphère[réf. souhaitée]. »

## Substitution par d'autres pigments
Le bleu de cobalt étant comme tous les pigments de cobalt un pigment cher, on le trouve parfois imité avec un mélange de bleu phtalo (PB15:0, PB15:1, PB15:3, PB15:4) et de bleu outremer (PB29) avec du blanc de titane.
Les marchands de couleurs proposent Bleu de cobalt (imitation) , Ton bleu de cobalt.

## Couleur bleu cobalt

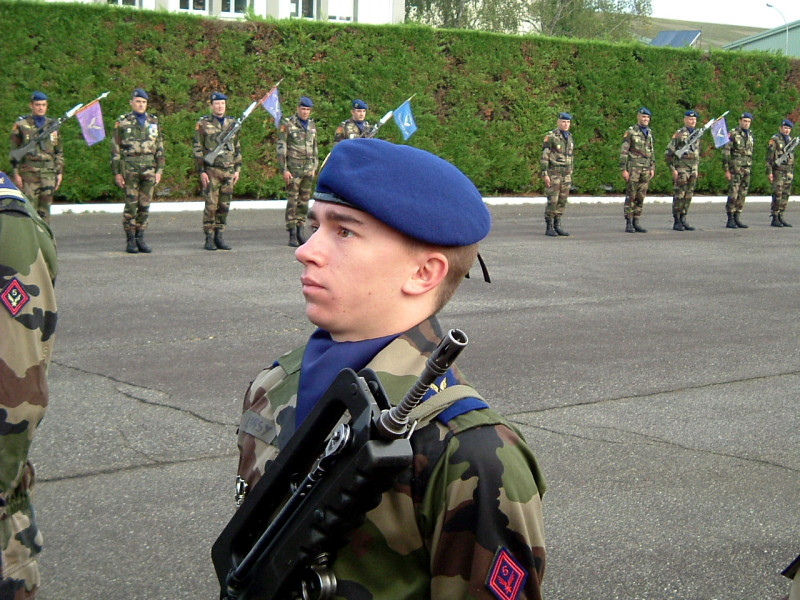
Béret bleu cobalt de l'aviation légère de l'Armée de terre.

Le bleu cobalt est un nom de couleur, sans lien nécessaire avec les pigments de cobalt. Les commentaires sur les couleurs de cette dénomination évoquent fréquemment les rapports entre le métal cobalt et les êtres surnaturels appelés Kobolds.
Le nuancier RAL indique RAL 5013 bleu cobalt.
On trouve ainsi du fil à broder bleu cobalt, de la peinture pour la décoration cobalt 2, cobalt 3, cobalt 5, cobalt.
La désignation officielle du béret de l'aviation légère de l'Armée de terre est bleu roi, mais il est désigné informellement comme bleu cobalt[réf. souhaitée].

## Métallurgie
L'aluminate de cobalt, en raison de ses propriétés germinatives (il facilite la nucléation), peut notamment rentrer dans la composition des céramiques utilisées dans les procédés de fonderie à cire perdue des superalliages[réf. souhaitée].